# Ексътър (Ню Хампшър)
Ѐксътър (на английски: Exeter, звуков файл и буквени символи за произношение ) е град в Ню Хампшър, Съединени американски щати, административен център на окръг Рокингам, заедно с близкия град Брентуд. Населението му е около 14 000 души (2000).

## Личности
Родени
- Дан Браун (р. 1964), писател